# 별난 새댁
별난 새댁은 1970년 공개된 대한민국의 영화이다.

## 배역
- 신성일
- 문희
- 허장강
- 사미자
- 김정훈
- 여운계
- 안인숙
- 이수정
- 어윤길
- 이철
- 이동민
- 김기범
- 추봉
- 김수천